# 東京アパッチ
東京アパッチ（とうきょうアパッチ、英: Tokyo Apache）は、かつて存在した日本のプロバスケットボールチーム。本拠地は東京都。2005年から2011年まで日本プロバスケットボールリーグ（bjリーグ）に所属していた。

## 概要
- 設立：2004年6月
- 本拠地：東京都
- 運営母体：株式会社EVOエンターテイメント
- ホームアリーナ：国立代々木競技場第二体育館（2008-09シーズンまでは有明コロシアム）

### チームカラー
- チームカラーはバイオレット・ゴールド。ユニフォームはバイオレットとゴールドを基調にしたもの。チーム名は、北アメリカのインディアン民族であるアパッチ族にちなんでつけられた。

### ユニフォームスポンサー

#### 過去のユニフォームスポンサー
- エクスターホールディングス（胸）

#### ユニフォームサプライの遍歴
- 2005年 - 2008年 : OZAKI
- 2008年 - 2010年 : ミズノ
- 2010年 - 2011年 : ブル・ファイト

### ホームゲーム
| レギュラーシーズン | レギュラーシーズン | レギュラーシーズン                     | レギュラーシーズン | レギュラーシーズン | レギュラーシーズン | レギュラーシーズン | レギュラーシーズン | レギュラーシーズン |
| ホームゲーム開催地 | ホームゲーム開催地 | ホームゲーム開催地                     | 05-06              | 06-07              | 07-08              | 08-09              | 09-10              | 10-11              |
| ------------------ | ------------------ | -------------------------------------- | ------------------ | ------------------ | ------------------ | ------------------ | ------------------ | ------------------ |
| 東京都             | 有明コロシアム     | 北緯35度38分11.2秒 東経139度47分24.7秒 | 20                 | 20                 | 22                 | 16                 | －                 |                    |
| 東京都             | 代々木第二体育館   | 北緯35度39分59.2秒 東経139度41分54.8秒 | －                 | －                 | －                 | 8                  | 20                 |                    |
| 東京都             | 駒沢体育館         | 北緯35度37分29.3秒 東経139度39分38.7秒 | －                 | －                 | －                 | 2                  | －                 |                    |
| 東京都             | 墨田区総合体育館   | 北緯35度41分57.9秒 東経139度49分1.7秒  | －                 | －                 | －                 | －                 | 2                  |                    |
| 神奈川県           | 横浜文化体育館     | 北緯35度26分27.4秒 東経139度38分11.3秒 | －                 | －                 | －                 | －                 | 2                  |                    |
| 神奈川県           | 大和SC体育会館     | 北緯35度28分28.3秒 東経139度27分29.6秒 | －                 | －                 | －                 | －                 | 2                  |                    |
| ホーム試合数計     | ホーム試合数計     | ホーム試合数計                         | 20                 | 20                 | 22                 | 26                 | 26                 | 26                 |
| 平均観客数（人）   | 平均観客数（人）   | 平均観客数（人）                       | 1,844              | 2,901              |                    |                    | 1,195              |                    |
| リーグ順位         | リーグ順位         | リーグ順位                             | 3位                | 8位                | 東2位              | 東2位              | 東4位              |                    |
| プレイオフ         |                    |                                        |                    |                    |                    |                    |                    |                    |
| 東京都             | 代々木第二体育館   | 北緯35度39分59.2秒 東経139度41分54.8秒 | （東京一括開催）   | （東京一括開催）   | 1                  | －                 | －                 |                    |
| 東京都             | 有明コロシアム     | 北緯35度38分11.2秒 東経139度47分24.7秒 | （東京一括開催）   | （東京一括開催）   | －                 | 2                  | －                 |                    |
| 平均観客数（人）   | 平均観客数（人）   | 平均観客数（人）                       | （東京一括開催）   | （東京一括開催）   |                    |                    | －                 |                    |
| プレイオフ順位     | プレイオフ順位     | プレイオフ順位                         | 3位                | －                 | 2位                | 2位                | －                 |                    |

### チームの特徴
- かつて指揮を執ったジョー・ブライアントHCの方針のもと、｢選手個々の能力を引き出すバスケ｣を展開していた。青木康平やジョン・ハンフリーなど、選手個々の能力の高い選手が多く、リーグ屈指の攻撃力を誇った。その反面、守備力が低く特に第4Qに30失点以上することもあり、平均失点は3年連続リーグ最下位だった。（07-08では東カンファレンスで最下位）しかしながら、08-09シーズンは相手を70点台以下に抑える試合も多くなり、52試合平均で84.0点と過去4年間では一番低い数字となった。
- 「選手のポジションを特定しない」という方針のもと、試合を行っていた。
- ブライアント監督は日本人選手育成を目標の一つに掲げており、シーズン終盤には主力の外国人選手を敢えてベンチに下げる采配も見られた。

### マスコット
- 「アパくん」と「チーちゃん」
  - 犬のキャラクター。2010-11シーズンより登場。アパくんは黄色いユニフォームを着て背番号は88、チーちゃんはピンクのユニフォームを着て背番号は77。

### 応援怪獣
2010-11シーズンを前に行われた「ウルトラ怪獣ドラフト」でノーバを獲得した。

### スタジアムMC
- MC Ume　チーム発足時から2009-10シーズンまで担当。
- Vance K

### ブースターソング
- 2006-07シーズン：沢田研二「TOKIO」
- 2007-08シーズンは、スタジアムMCのMC.Umeが書き下ろした楽曲をブースターソングとした。

## 歴史

### 2005-06シーズン

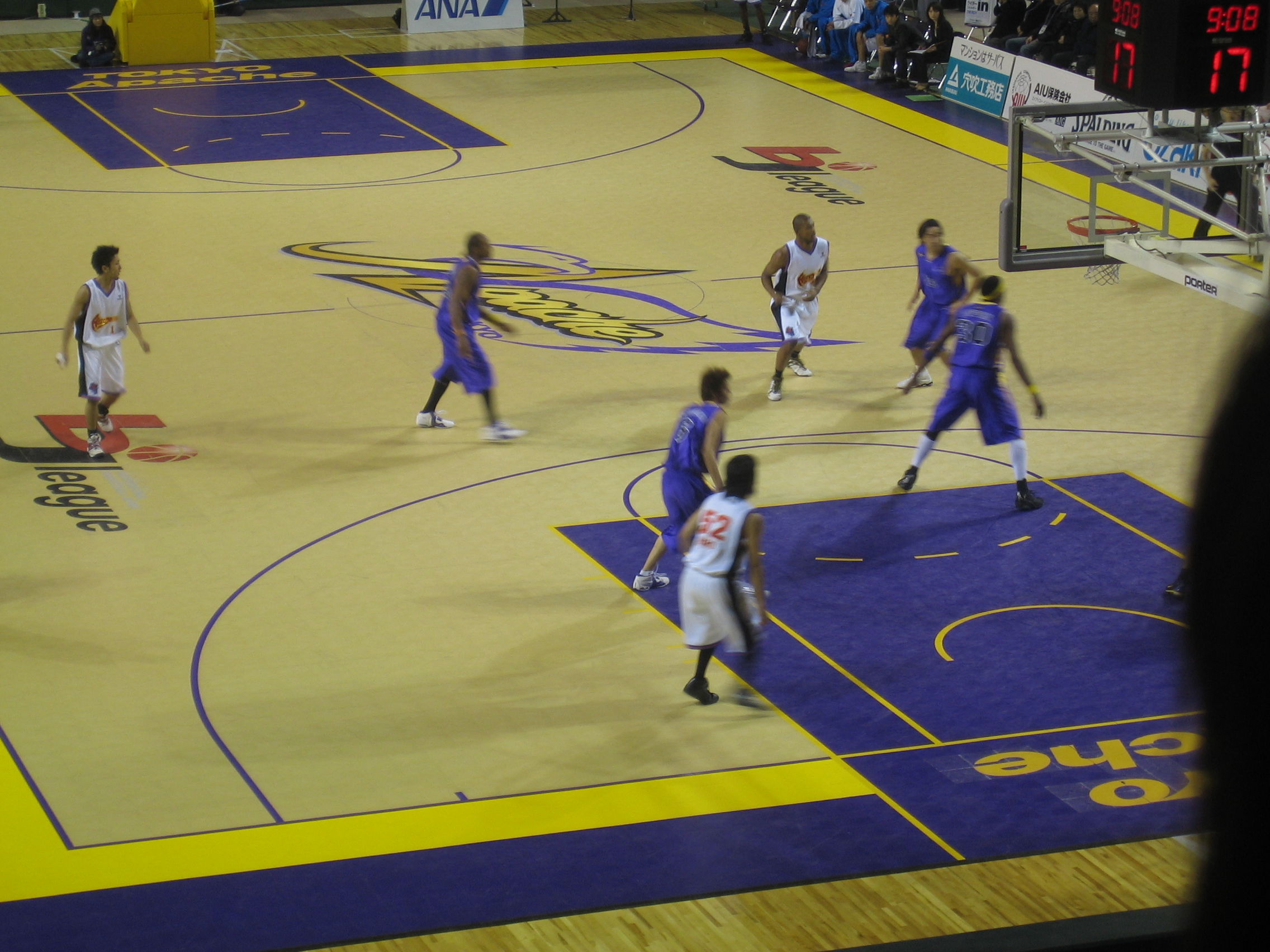
大分戦

リーグ初年度の2005-06シーズン序盤は失点が多く苦しんだものの、その後徐々に勝ち星を重ね、レギュラーシーズンの最終結果は20勝20敗で3位だった。個人タイトルは、レギュラーシーズンでハンフリーが平均得点でリーグ首位、ピペンは3位。その他ハンフリーはスティールとスリーポイントシュート成功数で、ピペンは出場時間でリーグ上位に入った。青木康平はフリースロー成功率でリーグ首位。ピペンはベスト5に選ばれた。プレイオフでは、初戦で新潟アルビレックスに敗れ、3位決定戦では仙台89ERSを下し3位の成績だった。

### 2006-07シーズン
いわゆる異競技交流の一環として、元西武ライオンズ選手・監督の東尾修を代表取締役社長兼ゼネラルマネージャーに迎える。また、同じく東京を本拠地とするプロ野球球団・東京ヤクルトスワローズとも協力関係を締結した。
なお、選手については日本人選手及びハンフリーと契約を更新。新外国人としてNBADLで田臥勇太のチームメイトだったニック・ビリングス（開幕直後契約解除）とNBAのキャンプに参加したジェレミー・マクガイヤ、（12月に契約解除）元仙台89ERSのマイケル・ジャクソンの3選手と契約。外国人以外の補強は行わずにシーズンを迎えた。リーグ屈指の得点力を誇ったが、リーグ最多失点を喫し、外国人選手の入退団も頻繁であったためチームの歯車が狂い、結果として、8チーム中最下位に終わった。個人タイトルは、青木康平はリーグベスト5、最高フリースロー成功率、ハンフリーは、試合平均得点の個人タイトルを2年連続で獲得している。

### 2007-08シーズン
青木康平、ハンフリーら主力が残留し、大阪から城宝匡史（仲村直人の優先交渉権とのトレード）を、新潟からニック・デービスと大型補強に成功した。攻撃力のアップと崩壊した守備の改善に成功し、新潟、埼玉とのプレーオフ争いを演じる。2月には中村友也やディーン・ブラウンを獲得し、チームのムードも良くなり、6連勝するなどしたが、埼玉、新潟も勝ち星を積み重ねたため、東京はプレーオフ争いから抜け出すことができない。そんな中、リーグ終盤の新潟との直接対決で連勝し、1ゲーム差に詰め寄ると、埼玉との直接対決の2戦目を勝利し、埼玉をプレーオフ争いから脱落させると、新潟も仙台に連敗を喫し、勝率で新潟と並ぶ。次の沖縄戦で勝利し、プレーオフ圏内である3位以内は確定したが、史上初の聖地・代々木第二体育館での開催を目指すべく、チームは踏ん張り4連勝。逆に新潟は、最終戦で黒星を喫し、東京の東地区2位が確定した。史上初の代々木第二でのワイルドカードゲームは東京が新潟に勝利し、プレーオフ進出が決まった。プレーオフでは仙台89ERSに勝利したが、決勝で大阪エヴェッサに敗れた。

### 2008-09シーズン
ドラフトではJBLレラカムイ北海道でアシスタントコーチだった矢田公作を指名、2006-07シーズンで高松ファイブアローズのファイナル進出の原動力となったジュリアス・アシュビーとドイツリーグでプレイしていたティッゾ・ジョンソンを新たに加えた以外は選手の入れ替えはほとんど行わず、また、アシスタントコーチの役割は置かないまま、シーズンを迎える。また、レギュラーシーズン初となる代々木第二体育館及び駒沢体育館での開催が決まった。
レギュラーシーズンはイースタンカンファレンスで新規参入の浜松・東三河フェニックスに次ぐ2位に終わる。プレイオフではカンファレンスセミファイナルで仙台を破り、カンファレンスファイナルでは浜松に勝利し2年連続の決勝進出を果たすが、琉球ゴールデンキングスに敗れ2年連続の準優勝に終わる。

### 2009-10シーズン
2009年オフをもって東尾GM及びブライアントHCが退任し、第2代HCに前年度まで高松を率いた青木幹典が就任。チーム運営会社も東京バスケットボール・プロモーションからエクスターホールディングス（眼科医療機器メーカー「エクスター」の持株会社）に変更され、2009-10シーズンは新体制での船出となる（シーズン開始後にエクスターエンターテイメントに移管）。このシーズンは代々木第二をメインとし、初の東京都外開催となる大和スポーツセンターおよび横浜文化体育館でも各2試合を行った（当初は横浜文化体育館の滋賀戦が初の都外開催の予定であったが、開幕後に発表された日程変更で初の都外開催は大和スポーツセンターでの新潟戦となった）。11月30日、前運営会社である東京バスケットボール・プロモーションに対し、「有明コロシアム」の管理会社が主催試合の会場使用料の未払い分計約2700万円の支払いを求め東京地裁に提訴したと報じられた。2010年4月には開館したばかりの墨田区総合体育館でも試合を行う。
選手ではジョン・ハンフリー、城宝匡史らが退団。新入団選手として板倉令奈を獲得したが、シーズン前の経営問題による準備不足で開幕をロスター8名(内、外国人2名）で迎えた。前半戦は7連敗を喫して最下位沈むなど苦戦したが、シーズン中に前高松のラシード・スパークスや元仙台のマイケル・シャペールらを補強。後半戦になるとチーム状態は上向き、埼玉、富山を追い抜いて東地区4位になり、3シーズン連続でプレイオフ進出を果たす。しかし、カンファレンスセミファイナルでは浜松に敗れてファイナル4進出はならず。

### 2010-11シーズン
2010年オフ、チーム運営会社であるエクスターエンターテイメントはエクスターグループ保持分の株式をエボリューション・キャピタル・マネジメントに売却。これに伴い、社名も「EVOエンターテイメント」に変更となる。なお、エクスターグループはスポンサーとして引き続きチーム運営に関わる。代表取締役には一時、日下部大次郎事務局長（2009年まで株式会社日本プロバスケットボールリーグ経営企画室ディレクター）が就任した後、9月にフォックスマークの山本雄一が就任し、日下部は顧問となった。
プレジデントとして、エボリューションからの出向で元NFL選手のクリス・ヘザリントンが就任。ゼネラルマネージャーにコナー・ヌウ、ヘッドコーチには青木幹典に代わりNBAチームヘッドコーチ経験者であるボブ・ヒルが就任。大分から牧ダレン聡が復帰し、新戦力として元NBAプレイヤーのロバート・スウィフト、2011年のNBAドラフト候補に挙がっていたジェレミー・タイラーを獲得した。
2010年9月14日、会場確保に不具合が生じたため、2010年10月30日～31日に長野県の佐久市総合体育館および千曲市戸倉体育館で行われる浜松戦以外全てのホームゲームを2011年1月以降に開催するとした日程変更を発表した。1月から3月までの試合は全て国立代々木第二体育館で行われる。
2010年10月にシーズンが開幕した後は、開幕当初を除いてプレーオフ進出圏内の順位を保っていた。しかし3月11日に東日本大震災が発生したことを受け、不安定な電力供給事情による節電への協力や、被災地へ物資を優先させる等、「人道的理由」により、以後の活動をすべて休止すると発表し、シーズンを終えた。

### 活動停止
2011年6月7日、当初予定されていたビジネスパートナーやスポンサーの確保が難しくなったため、2011-12シーズンに参戦しないと発表した。そのため、FA権行使選手以外の全選手がプロテクトの対象から外れエクスパンションドラフトの対象となることと、エクスパンション・ドラフト対象選手が指名されなかった場合は全て自由契約選手となることも決まった。
2011年11月、調布市に新会社「東京プロバスケットボール準備株式会社（後に東京プロバスケットボールクラブ株式会社に改称）」が設立され、東京アパッチの活動再開ではなく新規参入に方針転換。2012年1月に新規参入が承認され、新チーム名を公募した結果、3月に「東京サンレーヴス」と発表された。そのため、「東京アパッチ」は2011年をもって事実上消滅（bjリーグ史上初の脱退チームでもある）することになった。
2008-09シーズンまでの運営会社であった東京バスケットボール・プロモーションは、その後債権者から破産を申し立てられ、2017年3月6日に東京地方裁判所から破産手続開始決定を受けた。

## 成績
| 年度    | レギュラーシーズン | レギュラーシーズン | レギュラーシーズン | レギュラーシーズン | レギュラーシーズン | レギュラーシーズン | レギュラーシーズン | レギュラーシーズン | 最終結果 | HC                   | 備考                             |
| 年度    | 勝                 | 敗                 | 勝率               | ゲーム差           | 得点               | 失点               | 得失点差           | 順位               | 最終結果 | HC                   | 備考                             |
| ------- | ------------------ | ------------------ | ------------------ | ------------------ | ------------------ | ------------------ | ------------------ | ------------------ | -------- | -------------------- | -------------------------------- |
| 2005-06 | 20                 | 20                 | .500               | 11.0               | 84.4               | 84.5               | -0.1               | 3位                | 3位      | ジョー・ブライアント | bjリーグ初年度                   |
| 2006-07 | 12                 | 28                 | .300               | 17.0(10.0)         | 82.7               | 91.5               | -8.8               | 8位                | 8位      | ジョー・ブライアント |                                  |
| 2007-08 | 27                 | 17                 | .614               | 2.0                | 89.2               | 88.8               | +0.4               | 東2位              | 準優勝   | ジョー・ブライアント |                                  |
| 2008-09 | 33                 | 19                 | .635               | 3.0                | 85.5               | 84.0               | +1.5               | 東2位              | 準優勝   | ジョー・ブライアント |                                  |
| 2009-10 | 22                 | 30                 | .423               | 19.0               | 78.4               | 81.0               | -2.6               | 東4位              |          | 青木幹典             |                                  |
| 2010-11 | 20                 | 14                 | .588               | -                  | 86.1               | 83.3               | +2.8               | 東3位              |          | ボブ・ヒル           | 活動休止時点を最終成績としている |

ゲーム差は()外は1位、()内はプレイオフ圏との差をそれぞれ表している

### 個人別タイトル
ベスト5
- bjリーグ2005-06 ウィリアム・ピペン
- bjリーグ2006-07・2009-10 青木康平
- bjリーグ2009-10 ジュリアス・アシュビー

フリースロー成功率
- bjリーグ2005-06・2006-07・2008-09 青木康平

得点
- bjリーグ2005−06・2006−07 ジョン・ヘリコプター・ハンフリー

### リーグ戦の主な記録

#### チーム記録

##### 得点失点関連記録
最多得点・最多失点
- 1試合最多得点　111得点（2008年2月2日　富山グラウジーズ戦）
- 1試合最多失点　118失点（2008年12月13日　浜松・東三河フェニックス戦）
- 1試合最少得点　55得点（2010年1月13日　京都ハンナリーズ戦）
- 1試合最少失点　63失点（2009年4月26日　埼玉ブロンコス戦）

##### 連勝記録
最多連勝
- 7連勝（2007-2008シーズン）

最多連敗
- 11連敗（2006-2007シーズン）

同一カード最多連勝
同一カード最多連敗

#### 観客動員記録
最多観客動員試合
- 9140人（2007年11月4日大阪エヴェッサ戦）

最少観客動員試合
- 686人（2011年1月18日　高松ファイブアローズ戦）

年度別観客動員記録

## チアリーダー

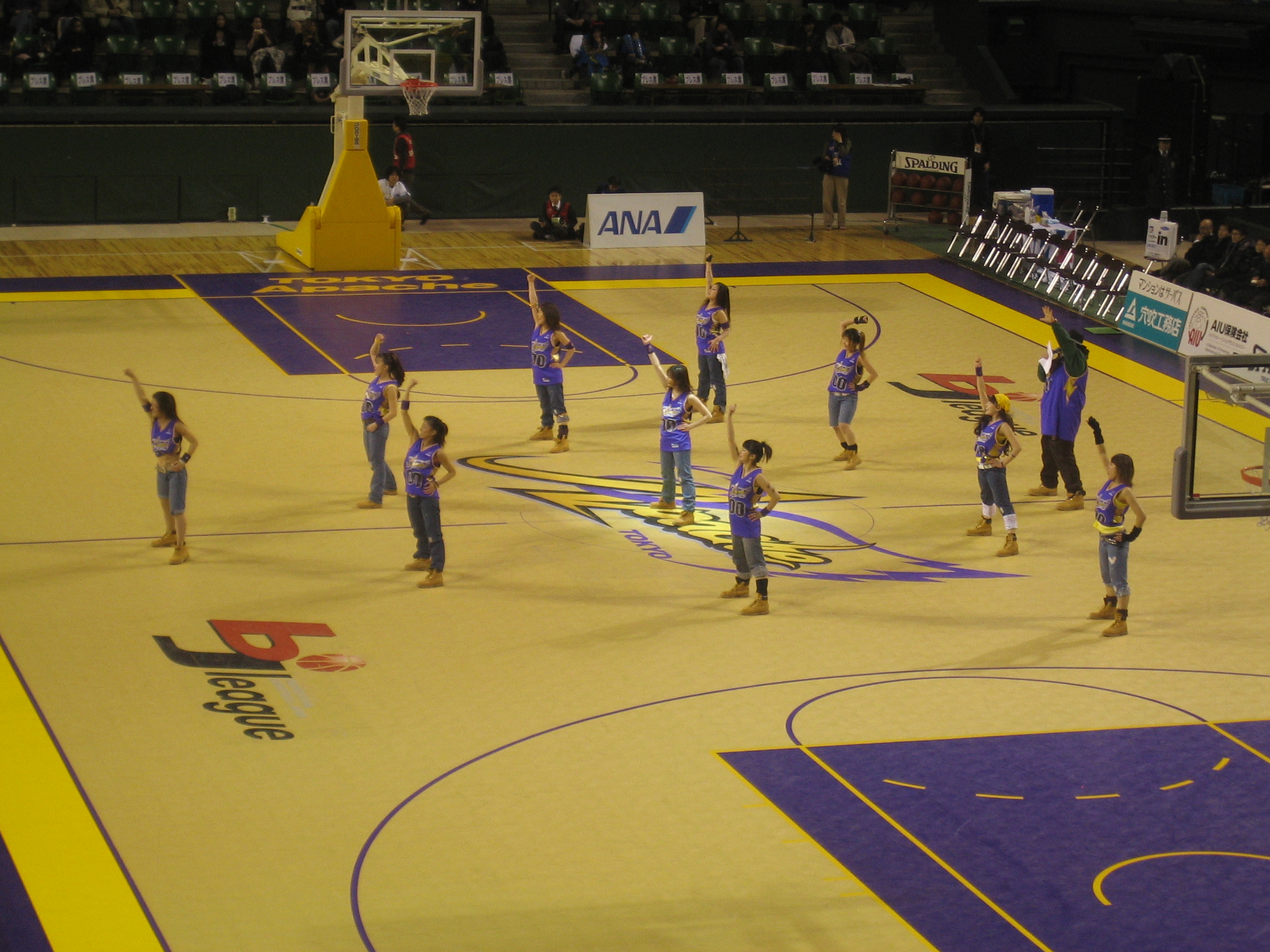

2006-07シーズンより「ゴリエ杯争奪全日本チア選手権」準優勝の「ガムQ」（スーパーイコリーダンスプロダクション）が応援パフォーマンスを披露しており、2007-08シーズンには「東京アパッチダンスチーム」も結成された。
2010-11シーズンはEVOエンターテイメント主導でオーディションを行い、日本人とアメリカ人混成の新チアダンスチーム「東京ガールズ」が結成され、ロサンゼルスで合宿が行われた後、2010年1月の代々木第二体育館でのホーム開幕戦から専属チアチームとして活動していた。シーズン終了後に東京アパッチは活動を休止したが、東京ガールズはあらためてオーディションを行い、8月の女子バレー ワールドグランプリ2011で再デビューして活動を継続している。プロデューサーは柳下容子。

## メディア
- 東京ベイネットワーク「Go!Apache」
  - チーム発足当時から地元江東区のケーブルテレビが応援番組を放送していた。また2007-08シーズンには東京MXテレビが4回に渡りアパッチの特集を組んだ（但し地上波での実況放送は東京MXなどを含め殆ど皆無で、BSフジかGAORAの中継が主）。